# Championnat d'Asie de rink hockey 2007
Navigation
Championnat d'Asie 2005 Championnat d'Asie 2010 (Dalian)
Le Championnat d'Asie de rink hockey 2007 est la 11e édition de la compétition organisée par la Confederation of Asia Roller Sports et réunissant les meilleures nations asiatiques. Il s'agit de la sixième édition concernant la compétition féminine. Cette édition a lieu à Calcutta, en Inde.
Le tournoi masculin est remporté par Macao et l'édition féminine par la sélection indienne.

## Participants

### Sélections masculines
- Inde
- Japon
- Macao
- Pakistan
- Taïpei chinois

### Sélections féminines
- Inde
- Japon
- Macao

## Résultats

### Compétition masculine
| Rang | Équipe         | Pts | J | G | N | P | Bp | Bc | Diff |  | Résultats      |  |     |      |     |      |
| ---- | -------------- | --- | - | - | - | - | -- | -- | ---- |  | -------------- |  | --- | ---- | --- | ---- |
| 1    | Macao          | 12  | 4 | 4 | 0 | 0 | 36 | 13 | +23  |  | Macao          |  | 7-3 | 12-4 | 7-4 | 10-3 |
| 2    | Japon          | 6   | 4 | 2 | 0 | 2 | 15 | 15 | 0    |  | Japon          |  |     | 2-4  | 7-2 | 3-2  |
| 3    | Inde           | 6   | 3 | 2 | 0 | 1 | 12 | 17 | -5   |  | Inde           |  |     |      | 4-3 | -    |
| 4    | Pakistan       | 1   | 4 | 0 | 1 | 3 | 13 | 23 | -10  |  | Pakistan       |  |     |      |     | 5-5  |
| 5    | Taïpei chinois | 1   | 3 | 0 | 1 | 2 | 10 | 18 | -8   |  | Taïpei chinois |  |     |      |     |      |

### Compétition féminine
| Rang | Équipe | Pts | J | G | N | P | Bp | Bc | Diff |  | Résultats |  |     |      |
| ---- | ------ | --- | - | - | - | - | -- | -- | ---- |  | --------- |  | --- | ---- |
| 1    | Inde   | 6   | 2 | 2 | 0 | 0 | 22 | 3  | +19  |  | Inde      |  | 5-3 | 17-0 |
| 2    | Japon  | 3   | 2 | 1 | 0 | 1 | 10 | 6  | +4   |  | Japon     |  |     | 7-1  |
| 3    | Macao  | 0   | 2 | 0 | 0 | 2 | 1  | 24 | -23  |  | Macao     |  |     |      |